# Erioptera perexquisita
Erioptera perexquisita là một loài ruồi trong họ Limoniidae. Chúng phân bố ở miền Australasia.